# Elvir Muriqi
Elvir Muriqi (ur. 29 kwietnia 1979 w Peje) – kosowski bokser, walczący na zawodowym ringu w kategorii półciężkiej.

## Przebieg kariery
Syn Ramiza i Rabije. W wieku 9 lat zaczął trenować boks. Pierwsze walki na ringu Muriqi toczył w Kosowie jako kicboxer. W 1996 wyemigrował wraz z rodziną do Nowego Jorku i tam zaczynał karierę na zawodowym ringu bokserskim. Na ringu zawodowym zadebiutował 19 czerwca 1998 w walce z Nicholasem Roblesem. Walka odbyła się w Atlantic City i zakończyła się sukcesem Muriqiego. Już miesiąc później zmierzył się z Billym Desserem, pokonując go w Nowym Jorku.
Pierwszą przegraną walką było starcie z Danem Sheehanem (24 marca 2000) w Filadelfii, w którym Muriqi został zdyskwalifikowany za ciosy poniżej pasa. Kolejne 17 walk zakończyły się zwycięstwem Muriqiego, aż do starcia z Dannym Santiago (2 października 2004) w którym poniósł kolejną porażkę, przegrywając przed czasem (w IV rundzie). 9 czerwca 2007 w walce o tytuł mistrzowski federacji IBO przegrał po dwunastorundowej walce na punkty z Antonio Tarverem. 14 lutego 2009 Muriqi stoczył walkę z Clintonem Woodsem, przegrywając przez decyzję sędziów (0-3). Walka odbyła się na wyspie Jersey. Kolejne cztery pojedynki w latach 2009-2011 zakończyły się zwycięstwami Muriqiego. W 2014 stoczył dwa pojedynki (z Blakiem Caparello i Seanem Monahganem), które przegrał na punkty. Od 2014 nie walczy
Trenerem Muriqiego był Teddy Atlas, a menedżerem Frank Locascio. Mieszka w Nowym Jorku.